# 懷特黑文 (馬里蘭州)
懷特黑文（英語：Whitehaven）是位於美國馬里蘭州威科米科縣的一個普查規定居民點。

## 人口
根據2020年美國人口普查的數據，懷特黑文的面積為0.96平方千米，當中陸地面積為0.96平方千米，而水域面積為0.00平方千米。當地共有人口46人，而人口密度為每平方千米47.92人。